# 愛の言霊 (漫画)
『愛の言霊』（あいのことだま）は、紺野けい子によるBL漫画作品。
2007年に実写映画化され、2010年に続編の『愛の言霊 〜世界の果てまで〜』として実写映画化された。

## 実写映画
2007年10月24日にメイキングDVD『ありのままの僕ら〜メイキングオブ愛の言霊〜』が発売され、2008年1月25日に本編DVDが発売された。
キャッチコピーは「お前に発する愛の言葉の数々に、いつか言霊が宿るといい…」。

### キャスト
- 大谷 晋也 - 徳山秀典
- 立花 都 - 齋藤ヤスカ
- 水沢 雪子 - 松岡璃奈子
- 須之内 祥吾 - 加々美正史
- 森川 香奈 - 大蔵淳子
- 北垣 裕子 - 岩田有以
- 田坂公章
- 酒井健太郎
- 安藤志穂美

### スタッフ
- 監督 - 金田敬
- 脚本 - 横田理恵
- 音楽 - MOKU
- 技術協力 - ビデオフォーカス
- プロデュース - 小筆浩美、吉成賢一、井出美恵
- 企画 - 早坂真理子、関戸雄一
- 製作者 - 小松賢志、及川武、川村明廣
- 製作者・プロデュース - 三木和史
- 制作プロダクション - ビデオプランニング
- 製作委員会メンバー - トライネットエンタテインメント、フロンティアワークス、ジェネオン・エンタテインメント、ビデオプランニング

### 主題歌
- 『eve』
  - 歌 / 徳山秀典

## 愛の言霊 〜世界の果てまで〜
2010年8月7日、東京シアターイメージフォーラム等3館で公開された。
キャッチコピーは「俺とあいつの出会い、愛し合う運命（さだめ）でありますように──」。
2010年6月22日にメイキングDVD『「恋する僕ら」メイキングオブ・愛の言霊〜世界の果てまで〜』が発売され、同年10月22日に本編DVD『愛の言霊 〜世界の果てまで〜』が、またDVD発売を記念して『愛の言霊』+『愛の言霊 〜世界の果てまで〜』ツインパックがスペシャルプライスで発売された。

### キャスト（世界の果てまで）
- 佐々木裕文 - 植野堀まこと
- 田村慎司 - 河合龍之介
- 立花 都 - 齋藤ヤスカ
- 上条佐和子 - 清水美那
- 日向丈
- なかみつせいじ

### スタッフ（世界の果てまで）
- 製作 - 安西崇、川村明廣、及川武
- 製作・プロデューサー - 三木和史
- 原案 - 紺野けい子
- 脚本 - 金杉弘子
- 監督 - 金田敬
- 撮影 - 今井裕二
- 照明 - 大町昌路
- 録音 - 土屋和之
- 美術 - 石毛朗
- 衣裳 - 手塚勇
- ヘアメイク - 中尾あい
- 編集 - 小林由加子
- 音楽 - MOKU
- 助監督 - 佐藤吏
- 製作担当 - 尾関玄
- 主題歌 / 歌 - 河合龍之介 / 作詞 - 河合龍之介、Ryu's Best Friend / 作曲 - Ryu's Best Friend
- 製作 - 日本出版販売、ビデオプランニング、ジェネオン・ユニバーサル・エンターテイメント、フロンティアワークス
- 制作・配給 - ビデオプランニング